# Кубок Естонії з футболу 2019—2020
Кубок Естонії з футболу 2019–2020 — 30-й розіграш кубкового футбольного турніру в Естонії. Титул ввосьме здобула Флора.

## Календар
| Раунд        | Дата                          | Матчі | Клуби   |
| ------------ | ----------------------------- | ----- | ------- |
| Перший раунд | 5 червня - 24 липня 2019      | 25    | 89 → 64 |
| 1/32 фіналу  | 25 липня - 21 серпня 2019     | 32    | 64 → 32 |
| 1/16 фіналу  | 20 серпня - 29 жовтня 2019    | 16    | 32 → 16 |
| 1/8 фіналу   | 25 вересня - 6 листопада 2019 | 8     | 16 → 8  |
| 1/4 фіналу   | 10-11 березня 2020            | 4     | 8 → 4   |
| 1/2 фіналу   | 20 червня 2020                | 2     | 4 → 2   |
| Фінал        | 4 липня 2020                  | 1     | 2 → 1   |

## 1/16 фіналу
| Команда 1                    | Рахунок       | Команда 2                 |
| ---------------------------- | ------------- | ------------------------- |
| 20 серпня 2019               |               |                           |
| Тарвасту Тирва (5)           | 1:4           | Елва (2)                  |
| Пих'я-Сакала (4)             | 0:3           | Калев (Таллінн)           |
| 24 серпня 2019               |               |                           |
| РеЮнайтед Табасалу (РЛ)      | 5:2           | Нпл Сілмет (РЛ)           |
| 27 серпня 2019               |               |                           |
| Расмус Варкі (РЛ)            | 3:0           | Анія (5)                  |
| 4 вересня 2019               |               |                           |
| Пайде                        | 13:0          | Волта (Пих'я-Таллінн) (3) |
| Тулевік                      | 11:0          | Вулвс (Таллінн) (6)       |
| Легіон II (4)                | 0:1           | Таммека (Тарту)           |
| 5 вересня 2019               |               |                           |
| Волта II (Пих'я-Таллінн) (4) | 2:0           | Віймсі (3)                |
| 7 вересня 2019               |               |                           |
| Геліос (Виру) (3)            | 2:1           | Велко (Тарту) (2)         |
| Тім Хелм (РЛ)                | 1:21          | ФКІ Левадія               |
| 11 вересня 2019              |               |                           |
| Ярве II Кохтла-Ярве-2 (4)    | 1:1 пен. 10:9 | Калев III (Таллінн) (4)   |
| 25 вересня 2019              |               |                           |
| Курессааре                   | 1:3           | Транс (Нарва)             |
| 9 жовтня 2019                |               |                           |
| Естон Вілла (6)              | 3:0           | Отепяя (5)                |
| 12 жовтня 2019               |               |                           |
| Пайде III (4)                | 0:3 дч        | Нимме Калью               |
| 23 жовтня 2019               |               |                           |
| Маарду                       | 0:7           | Флора                     |
| 29 жовтня 2019               |               |                           |
| Табасалу (3)                 | 2:1           | Флора II (2)              |

## 1/8 фіналу
| Команда 1               | Рахунок | Команда 2                    |
| ----------------------- | ------- | ---------------------------- |
| 25 вересня 2019         |         |                              |
| РеЮнайтед Табасалу (РЛ) | 1:2     | Ярве II Кохтла-Ярве-2 (4)    |
| 13 жовтня 2019          |         |                              |
| Расмус Варкі (РЛ)       | 0:1     | Геліос (Виру) (3)            |
| 22 жовтня 2019          |         |                              |
| Транс (Нарва)           | 21:0    | Естон Вілла (6)              |
| 23 жовтня 2019          |         |                              |
| Калев (Таллінн)         | 7:0     | Волта II (Пих'я-Таллінн) (4) |
| ФКІ Левадія             | 1:2     | Нимме Калью                  |
| 30 жовтня 2019          |         |                              |
| Тулевік                 | 0:1     | Таммека (Тарту)              |
| Пайде                   | 1:3     | Флора                        |
| 6 листопада 2019        |         |                              |
| Елва (2)                | 2:0     | Табасалу (3)                 |

## 1/4 фіналу
| Команда 1         | Рахунок | Команда 2                 |
| ----------------- | ------- | ------------------------- |
| 10 березня 2020   |         |                           |
| Елва (2)          | 3:1     | Ярве II Кохтла-Ярве-2 (4) |
| Нимме Калью       | 1:2     | Транс (Нарва)             |
| 11 березня 2020   |         |                           |
| Геліос (Виру) (3) | 0:6     | Калев (Таллінн)           |
| Таммека (Тарту)   | 0:3     | Флора                     |

## 1/2 фіналу
| Команда 1      | Рахунок | Команда 2       |
| -------------- | ------- | --------------- |
| 20 червня 2020 |         |                 |
| Елва (2)       | 2:4     | Флора           |
| Транс (Нарва)  | 4:1     | Калев (Таллінн) |

## Фінал
| 4 липня 2020 15:00 (EEST) |

| Флора                 | 2:1      | Транс (Нарва) |
| --------------------- | -------- | ------------- |
| Васильєв 18' Пюрг 73' | Протокол | Тункара 28'   |

| А. Ле Кок Арена, Таллінн Арбітр: Йонас Яновіц |